# Clarence Thomas
Clarence Thomas (Pin Point, Georgia, 23 juni 1948) is een Amerikaans jurist en rechter bij het Hooggerechtshof van de Verenigde Staten. Hij is de tweede Afro-Amerikaan die lid is van dit hooggerechtshof.

## Levensloop

### Jeugd en studies
Thomas werd geboren in Pin Point, Georgia; zijn vader verliet het gezin toen Clarence een jaar oud was, en in 1954 stak de broer van Clarence per ongeluk hun huis in brand, waarna de familie moest verhuizen naar een klein appartement. Vanwege zijn katholieke opvoeding overwoog hij priester te worden, maar hij zag hier uiteindelijk van af en studeerde aan het College of the Holy Cross in Massachusetts. Hij richtte daar de eerste studentenvereniging voor zwarten op. In 1974 studeerde hij af in de rechten van de Yale-universiteit.
In Missouri werkte Thomas van 1974 tot 1977 als officier van justitie, en daarna tot 1981 als juridisch adviseur voor een senator uit Missouri. In 1981 begon Thomas zijn loopbaan bij de federale overheid voor president Ronald Reagan. Hij werkte als staatssecretaris voor burgerrechten bij het ministerie van Onderwijs en werd daarna voorzitter van een commissie die rassengelijkheid op de werkvloer moet bevorderen (de Equal Employment Opportunity Commission).

### Hof van beroep en Hooggerechtshof
President George H.W. Bush droeg hem in 1990 voor als rechter in het Hof van Beroep voor het circuit van het District of Columbia, en een jaar later werd hij al gepromoveerd naar het Hooggerechtshof van de Verenigde Staten na het aftreden van Thurgood Marshall, de eerste Afro-Amerikaanse rechter in Hooggerechtshof. Een aantal organisaties, waaronder de NAACP en de National Organization for Women waren tegen zijn voordracht, zowel vanwege zijn standpunten ten opzichte van positieve discriminatie als hun veronderstelling dat hij wellicht niet achter een eerdere uitspraak van het Hooggerechtshof zou staan, Roe v. Wade, die het staten verbiedt abortus illegaal te maken. Tijdens het benoemingsproces kwam naar buiten dat Thomas door Anita Hill, een advocate die onder hem had gewerkt, beschuldigd werd van seksuele intimidatie. Zij verscheen voor een Senaatscommissie. De beschuldiging kon niet hard worden gemaakt. Op 15 oktober stemde de Senaat met een meerderheid van 52 tegen 48 in met zijn voordracht als rechter.

## Standpunten
In vergelijking met de andere leden van het Hooggerechtshof wordt Thomas wel omschreven als 'conservatief'. Hij kwam vaak tot hetzelfde oordeel als zijn in 2016 overleden collega Antonin Scalia; hij acht het eerste amendement van de grondwet van de Verenigde Staten (dat handelt over de vrijheid van meningsuiting, van religie en van vergadering) een zeer belangrijk recht. Hij wordt ook vaak omschreven als een originalist. Hij geeft bijvoorbeeld een strikte uitleg van het achtste amendement (het verbod op wrede en ongebruikelijke straffen) zoals bleek in de zaak Hudson v. MacMillian in 1992. Daar was hij samen met Scalia, in tegenstelling tot de andere rechters, van mening dat de mishandeling van een gevangene, waarbij geen ernstig letsel werd veroorzaakt, geen schending was van het achtste amendement.
In zijn instemmende opinie bij Dobbs v. Jackson Women's Health Organization, het arrest dat in 2022 anti-abortuswetten weer mogelijk maakte, stelde Thomas expliciet andere mijlpaalarresten ter discussie, meer bepaald Griswold v. Connecticut (recht op contraceptie), Obergefell v. Hodges (homohuwelijk) en Lawrence v. Texas (maakte anti-sodomiewetten ongrondwettig). Hij schreef dat het Hof de plicht had de "fout" van deze precedenten recht te zetten.

### Niet aangegeven inkomsten
In april 2023 meldde ProPublica dat Thomas gedurende 20 jaar "bijna elk jaar luxueuze reizen had aanvaard" van Harlan Crow, een rijke vastgoedmakelaar uit Dallas en een vooraanstaand donor van de Republikeinen, en had nagelaten deze aan te geven. Er waren onder andere vluchten met de privéjet van Crow, cruises op het superjacht van Crow, en verblijven op het private domein van Crow in het Adirondackgebergte.
In mei 2023 bracht ProPublica aan het licht dat Crow ook betaalde voor privéonderwijs van Mark Martin, een achterneef van Thomas, over wie Thomas het voogdijschap heeft.
In 2023 meldde The New York Times dat in 1999 een vriend de aankoop heeft betaald van een kampeerauto van het merk Prevost Le Mirage XL Marathon, ter waarde van $267.230. Anthony Welters, een voormalig directielid van UnitedHealthcare, had het geld geleend aan Thomas, en had het grootste deel in 2008 kwijtgescholden. Op dat moment had Thomas het moeten aangeven als gift.
In augustus 2023 diende Thomas zijn onkostenlijst in voor 2022, waarbij hij drie vluchten met de privéjet van Crow aangaf.

### Ginni Thomas
In 1987 huwde Thomas met Virginia "Ginni" Lamp die ook jurist is. Ze wekte controverse met haar conservatieve commentaar en activisme, in het bijzonder omdat echtgenoten van rechters aan het Hooggerechtshof zich normaal ver van de politiek houden.
In het bijzonder probeerde ze invloed uit te oefenen toen na de verkiezingen van 2020 Joe Biden als overwinnaar aangeduid was. Ze verspreidde samenzweringstheorieën dat de "verkiezing gestolen was", en probeerde wetgevers te overtuigen de resultaten naast zich neer te leggen en hun eigen verkozenen aan te stellen.

## Trivia
Over zijn benoemingsproces aan het Hooggerechtshof verscheen in 2016 de film Confirmation, waarbij Thomas gespeeld werd door Wendell Pierce. Eerder in 1999 verscheen al de film Strange Justice.

## Naslagwerk
- (en) Foskett, Ken (2004). Judging Thomas: The Life and Times of Clarence Thomas. Harper Paperbacks, pp. 368. ISBN 0060527226.